# Jean Philibert de Tardy de La Carrière
Jean Philibert Antoine de Tardy de La Carrière est un homme politique français né le 27 décembre 1741 à Pont-de-Veyle (Ain) et mort le 11 août 1813 à Lyon (Rhône).

## Biographie
Avocat et juge dans une justice seigneuriale avant la Révolution, il est vice-président de l'administration du département de l'Ain, puis procureur syndic du département et président du tribunal civil en 1795. Il est élu député de l'Ain au Conseil des Cinq-Cents le 23 germinal an VII. Rallié au coup d'État du 18 Brumaire, il siège au Corps législatif de 1800 à 1811. Il est fait chevalier d'Empire en 1810.

## Sources
- « Jean Philibert de Tardy de La Carrière », dans Adolphe Robert et Gaston Cougny, Dictionnaire des parlementaires français, Edgar Bourloton, 1889-1891 [détail de l’édition]